# 껌

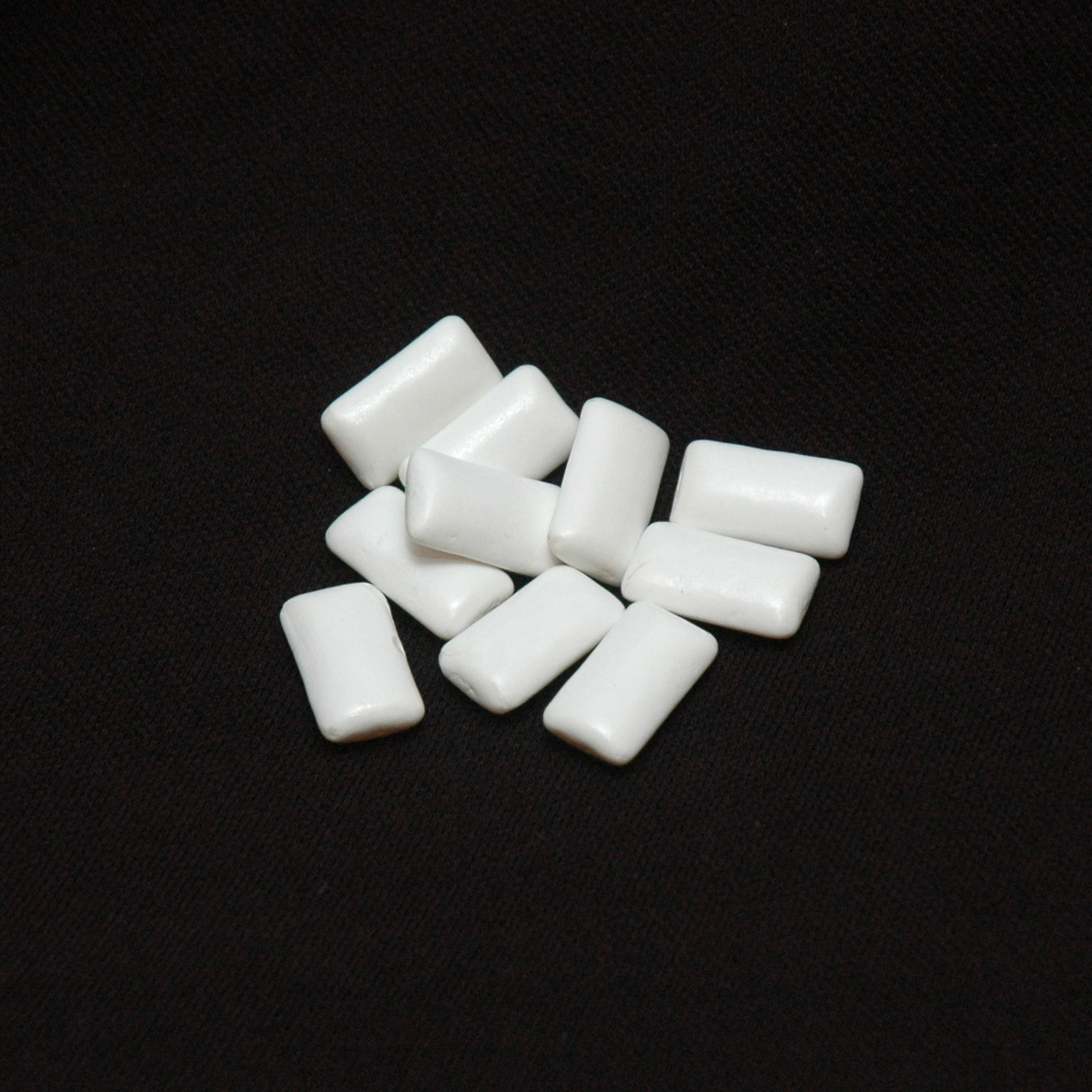
자일리톨 껌

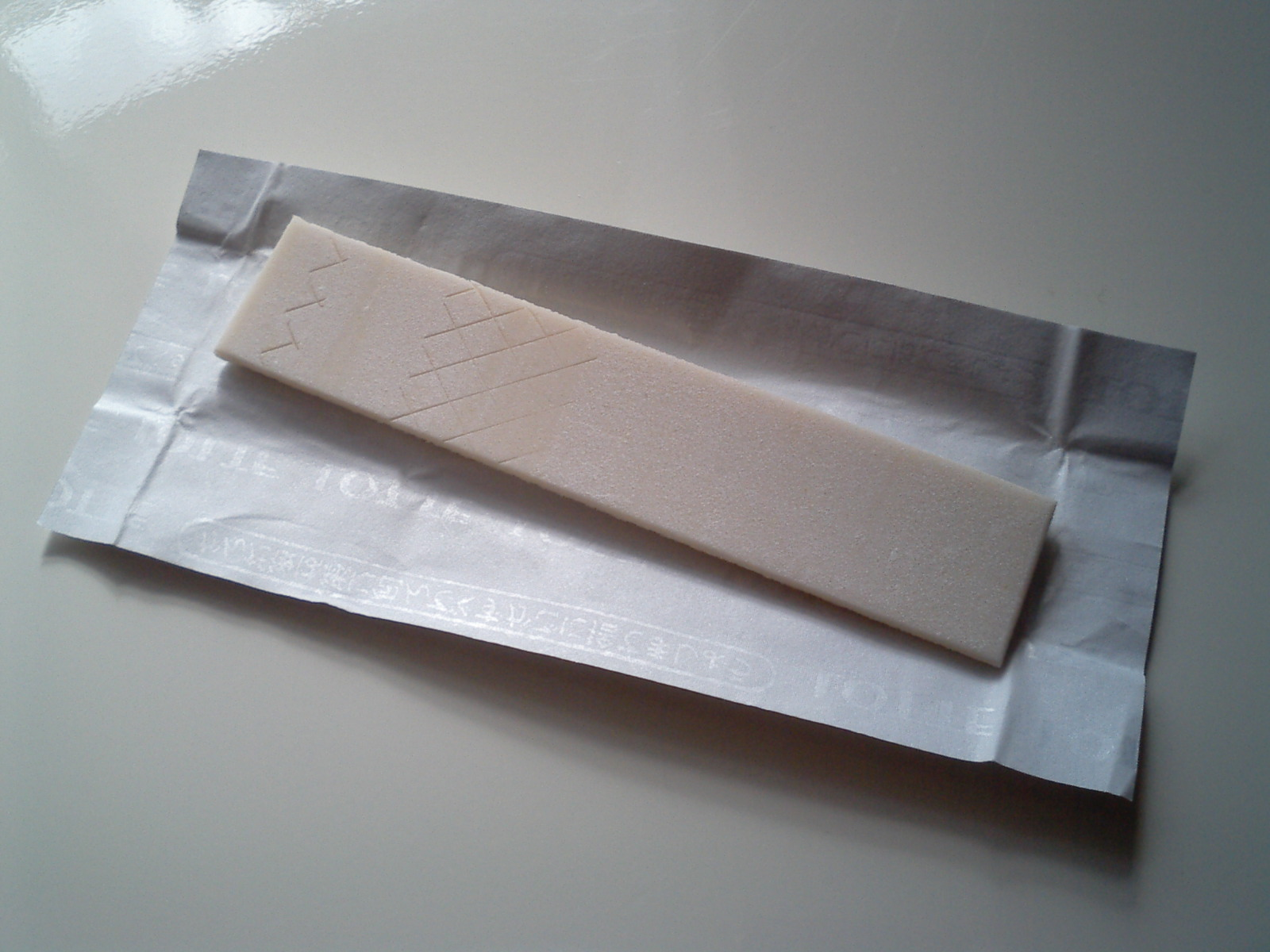
스틱형 풍선껌

껌(영어: chewing gum 또는 gum)은 삼키는 일 없이 씹기 위해 만들어진 부드럽고 점성 있는 음식의 총칭이다.
원래는 오랫동안 고무나무에서 얻을 수 있는 치클로 만들어왔지만 오늘날에는 치클 대신 검베이스, 감미료, 연화제 혹은 가소제, 조미료, 색소, 그리고 굳거나 분말화한 폴리올 코팅 등을 사용해 만드는 것이 일반적이다.

## 어원
껌의 본래 뜻은 '고무'였다. 비록 현대에는 '껌'과 '고무'의 의미가 다르지만 껌은 '고무'의 발음에서 유래됐다.
'고무'라는 말은 프랑스어 'gomme'에서 왔으며, 한국에는 이러한 용어가 바로 들어오지 않고 일본어 'ゴム'를 통해서 들어온 것으로 짐작된다. 일본을 통해 배우지 않았다면 '곰므' 또는 '곰'으로 불렀겠지만 일본의 언어적 특성에 따라 우리나라도 '고무'라고 부르게 된 것이라고 짐작된다.

## 역사
6,000여 년 전에 북유럽에서 자작나무의 송진으로 만든 껌을 씹기도 했지만, 오늘날의 껌과는 관련이 없다.
원래는 아메리카 지역에서 치클을 씹었는데, 이것은 1891년에 약국에서 판매되었고, 풍선껌은 2차 세계 대전 이후 보급되었다.

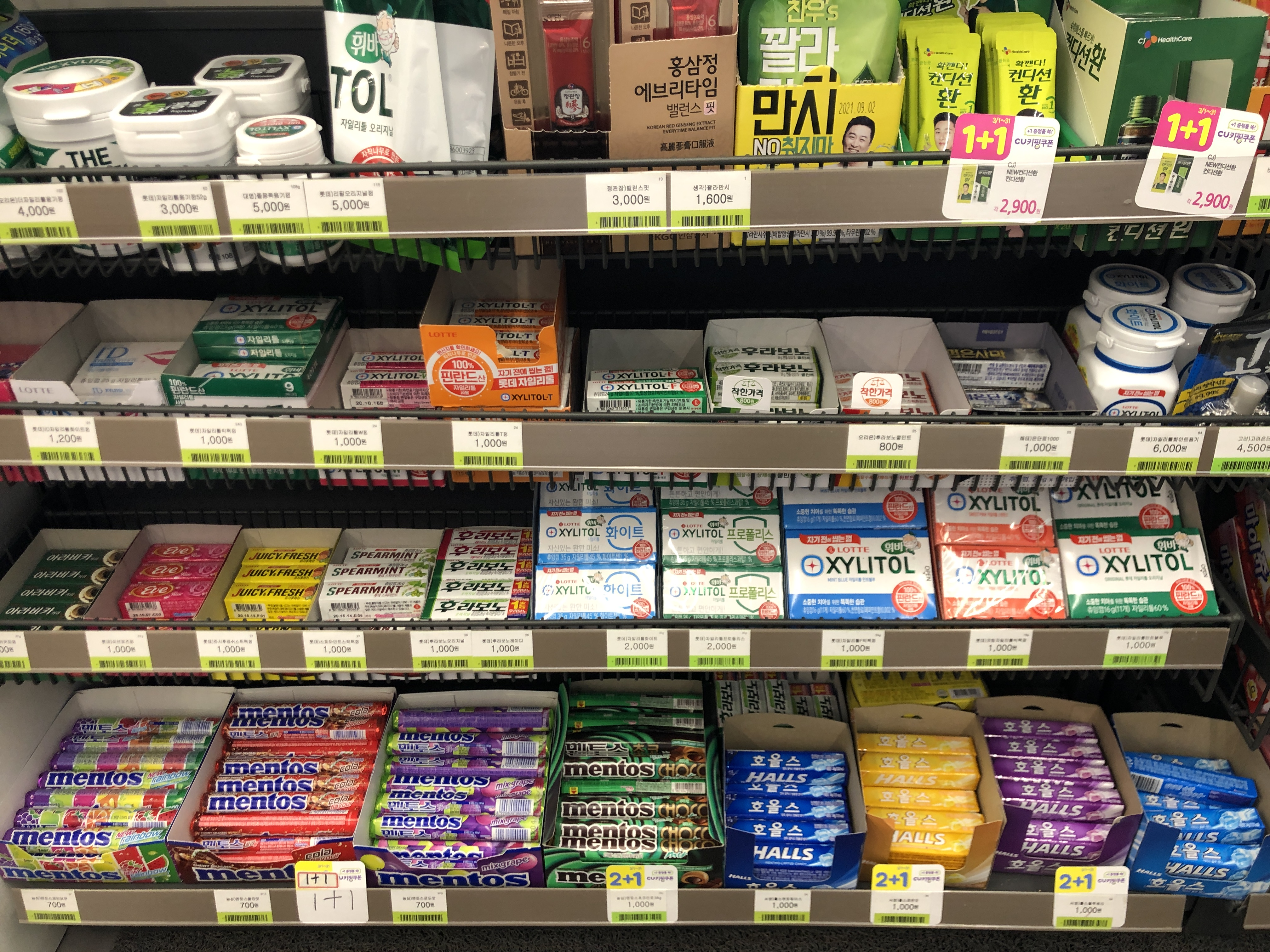
다양한 종류의 껌

오늘날의 껌이 처음 만들어진 시기는 1860년대다. 당시 멕시코 대통령이었던 안토니오 로페즈 데 산타 안나가 치클을 뉴욕으로 보내 토마스 애덤스에게 주어 고무의 대체제로 사용하게 했는데, 치클을 고무의 대체제로 삼는 것은 실패로 끝났다. 하지만 1871년에 이르러 이 치클은 가늘게 조각조각 자른 형태로 애덤스 뉴욕 츄잉껌(Adams New York Chewing Gum)이라는 이름으로 상품화되었고 이후 감초로 맛을 낸 블랙잭(Black Jack, 1884), 치클렛(Chiclets, 1899) 등의 껌이 등장했다. 오늘날에도 판매중인 리글리즈 스피어민트(Wrigley's Spearmint) 또한 이 시기에 처음 만들어진 껌들 중 하나다. 이러한 껌들이 세계적인 명성을 얻게 된 것은 2차 세계 대전 시기 미국 유격대를 통해서인데, 이들은 전투식량으로 지급된 껌을 지역 상품들과 교환했다.
한편 합성 수지로 된 껌이 미국에 처음 등장한 시기는 1960년대로, 치클이 더 이상 껌의 재료로 사용하기에 만족스럽지 못하게 되자 미국의 껌 생산자들이 뷰타다이엔을 기반으로 하는 합성 고무로 껌을 만들기 시작했는데, 만드는 데 드는 비용이 더 저렴해서였다.

## 같이 보기
- 풍선껌
- gum
- 사탕

## 인용 및 출처
1. ↑  “Ingredients technology - ICGA”. 《www.gumassociation.org》. 2016년 12월 15일에 확인함.
2. ↑  Mestres, J (2008). 〈Modern chewing gum〉.   Fitz, D. 《Formulation and Production of Chewing and Bubble Gum》 2판. Kennedy's Publications Ltd. 47–73쪽.
3. ↑  “[외래어] 껌과 고무 / 김선철”. 2008년 6월 10일. 2024년 11월 7일에 확인함.
4. ↑  “[외래어] 껌과 고무 / 김선철”. 2008년 6월 10일. 2024년 11월 7일에 확인함.
5. ↑  곽노필 (2019년 12월 19일). “껌 속 DNA로 복원한 5700년전 북유럽 여성”. 2019년 12월 28일에 확인함.
6. ↑  Emsley, J. (2004). 《Vanity, vitality, and virility》. New York: Oxford University Press. 189–97쪽. ISBN 0-19-280509-6.
7. ↑  “I/EC REPORTS”. 《Industrial & Engineering Chemistry》 51 (6): 30A–40A. doi:10.1021/ie50594a004.
8. 1 2  Fenimore, EL (2008). 〈The History of Chewing Gum, 1849-2004〉.   Fitz, D. 《Formulation and Production of Chewing and Bubble Gum》. Essex: Kennedy's Publications Ltd. 1–46쪽. ISBN 9780955808524.